# Ichneumon sarcitorius
Ichneumon sarcitorius es una especie de insecto del género Ichneumon de la familia Ichneumonidae del orden Hymenoptera.

Fue descrita científicamente en el año 1758 por Linnaeus.
Se encuentran en Europa, cercano oriente, oriente y norte de África.

## Biología
Presentan dimorfismo sexual, los machos con marcadas bandas negras y amarillas en el abdomen; machos de 10–15 mm y hembras de 10–13 mm. Los adultos se encuentran de julio a octubre. Las larvas se alimentan de orugas de  Erebidae (Lymantria dispar), Noctuidae (Agrotis segetum), Arctiidae (Spilosoma lubricipeda) y Notodontidae, mientras los adultos se alimentan principalmente de néctar de unbelíferas (Heracleum sphondylium).

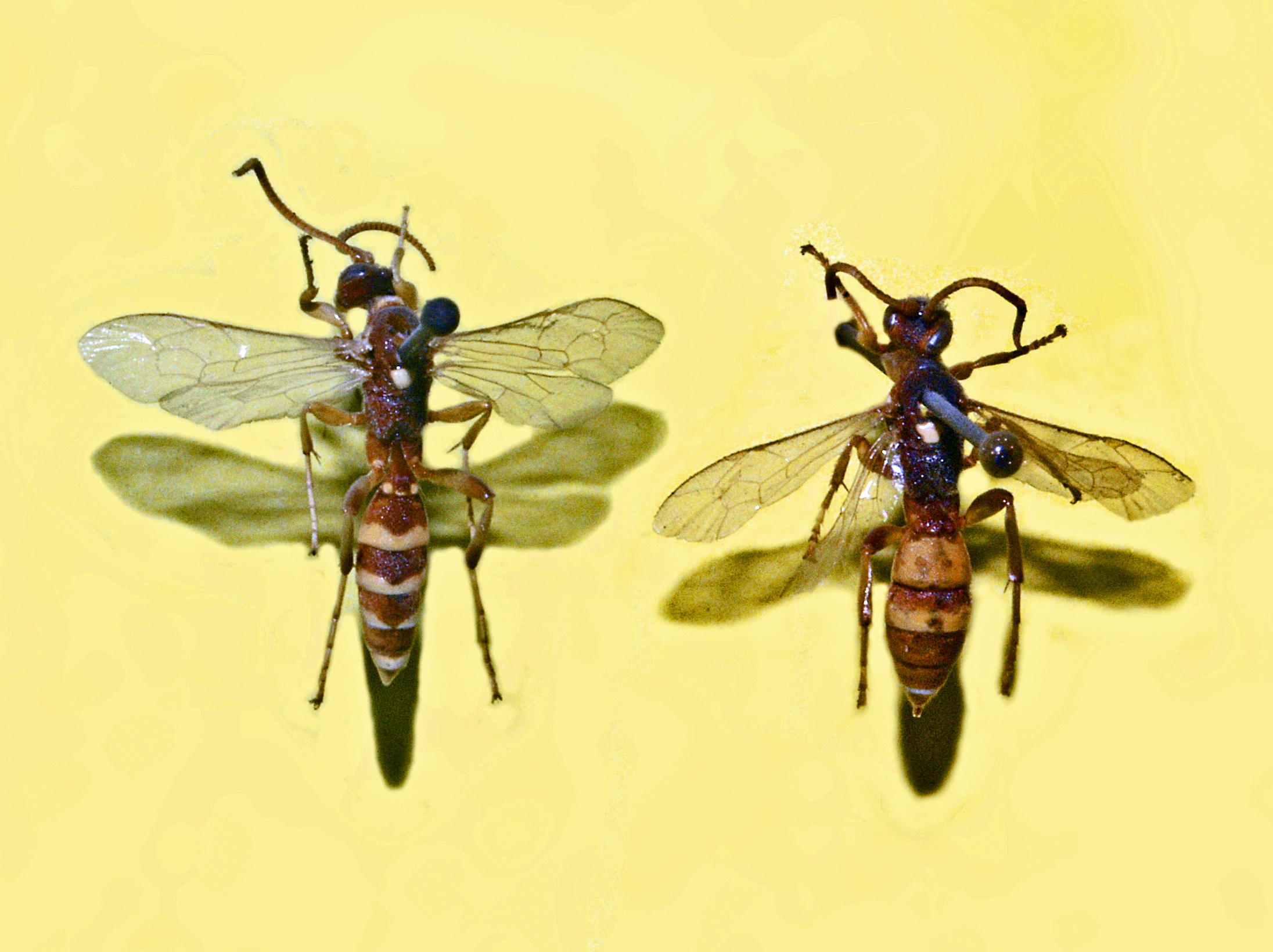
Ichneumon sarcitorius, macho y hembra, ejemplares de museo